# 横山勝三郎
横山 勝三郎（よこやま かつさぶろう、1854年7月1日（安政元年6月7日）- 1905年（明治38年）1月29日）は、明治時代の政治家。衆議院議員（1期）。

## 経歴
白井見甫の第二子として和泉岸和田藩領南郡春木村（大阪府南郡北掃守村、泉南郡春木町を経て現岸和田市）に生まれ、1867年（慶応3年2月）同国泉郡宇多大津村（大津村を経て現泉大津市）の横山氏を継いだ。幼くして森田節斎の門に入り儒学を修める。1872年（明治5年）6月、宇多大津村戸長となり、1874年（明治7年）5月、下条大津村戸長に転じた。同年8月、戸長を辞し、大区小区制が敷かれると第一小区副戸長となった。
1881年（明治14年）大阪府会議員に当選。学務委員、所得税調査委員、常置委員、徴兵参事員などを歴任した。ほか、南海鉄道、大阪農工銀行各取締役なども務めた。1890年（明治23年）7月の第1回衆議院議員総選挙では大阪府第8区から出馬し当選。弥生倶楽部に所属し衆議院議員を1期務めた。